# Youyang, Fujian
Youyang (kinesiska: 游洋) är en köping i sydöstra Kina. Den ligger i Xianyou härad i staden Putian i provinsen Fujian, omkring 71 kilometer sydväst om provinshuvudstaden Fuzhou. Antalet invånare är 14 454. Befolkningen består av 6 951 kvinnor och 7 503 män. Barn under 15 år utgör 19,0 %, vuxna 15-64 år 64 %, och äldre över 65 år 16,0 %.